# Marietta (Mississippi)
Pour les articles homonymes, voir Marietta.
La ville américaine de Marietta est située dans le comté de Prentiss, dans l’État du Mississippi. Lors du recensement de 2000, sa population s’élevait à 248 habitants. 

## Personnalités liées à la ville
- Ellen Stratton, mannequin, Playmate de l'Année 1960, est née à Marietta  en 1939.

## Source
- (en) Cet article est partiellement ou en totalité issu de l’article de Wikipédia en anglais intitulé « Marietta, Mississippi » (voir la liste des auteurs).